# Fritz Stiedry
Fritz Stiedry est un chef d’orchestre autrichien né le 11 octobre 1883 à Vienne et mort le 8 ou le 9 août 1968 à Zurich.

## Biographie
Stiedry apprend le droit à l’université de Vienne et parallèlement fait ses études à l’Academie de musique dans la même ville. En 1907, sur proposition de Gustav Mahler, il obtient un poste à l'Opéra de Dresde, où il assiste Ernst von Schuch. Les années suivantes, Stiedry travaille comme chef d’orchestre à Poznań, Prague, Nuremberg et Cassel. En 1914, il est à la tête de l’Opéra de Berlin, où il dirige notamment Der Rosenkavalier de Richard Strauss et d’autres opéras. Stiedry reste à ce poste jusqu’en 1924, puis il va pour quelque temps à Vienne participer à la première de Die glückliche Hand d’Arnold Schönberg; mais l'année suivante il retourne à Berlin. Sous sa direction, les opéras rares de Giuseppe Verdi sont mis en scène, ainsi que la nouvelle version de L'Anneau du Nibelung de Richard Wagner.
En 1933, après l'arrivée d'Adolf Hitler au pouvoir en Allemagne, Stiedry émigre en URSS et y devient chef principal de l’Orchestre philharmonique de Leningrad. Le 15 octobre 1933, il dirige la première du Concerto pour piano nº 1 de Chostakovitch, avec l'auteur au piano.
En 1937, le gouvernement soviétique demande que les chefs d’orchestre étrangers adoptent la nationalité soviétique. Certains le font, mais Stiedry refuse et émigre aux États-Unis. À New York, il crée le New Friends of Music Orchestra, qui joue les œuvres de Johann Sebastian Bach, Joseph Haydn et Wolfgang Amadeus Mozart mais aussi de la musique contemporaine, telle que la Deuxième Symphonie de chambre de Schönberg. Dans les années 1940, Stiedry revient à l'opéra, d’abord à Chicago et en 1946, il débute au Metropolitan Opera avec Siegfried de Wagner. Ce spectacle a beaucoup de succès et Stiedry reste au Met jusqu'en 1958, quand il finit sa carrière et déménage à Zürich.
Stiedry représente l’école viennoise classique de direction d’orchestre. Son style traduit l’influence de Gustav Mahler et est marqué par une passion mais aussi par une logique et un sens de la forme.